# آستانه‌سر
ده آستانه‌سر، روستایی است از توابع بخش مرکزی شهرستان جویبار در استان مازندران ایران.

## جمعیت
این روستا در دهستان سیاهرود قرار داشته و براساس آخرین سرشماری مرکز آمار ایران که در سال ۱۳۸۵ صورت گرفته، جمعیت آن ۱۲۷۸نفر (۲۹۹خانوار) بوده‌است.